# Orm Ivarsson
Orm Ivarsson, död 1184 var en norsk storman.
Orm var son till en norsk storman och Ingrid Ragnvaldsdotter. Han var halvbror till Inge Krokrygg och fick därför tillnamnet Orm Kongsbroder. Orm, som tillhörde Magnus Erlingssons parti, var en av de ledande i sin tids Norge.